# Współczynnik bezpieczeństwa
Współczynnik bezpieczeństwa – stosowana w inżynierii liczba niemianowana {\displaystyle k} mówiąca, ile razy naprężenie {\displaystyle \sigma } dopuszczalne dla danej konstrukcji jest mniejsze od naprężenia niebezpiecznego {\displaystyle \sigma _{n}}
{\displaystyle k={\frac {\sigma _{n}}{\sigma _{dop}}}.}
Pojęcie współczynnika bezpieczeństwa można uogólnić określając go jako stosunek wartości niebezpiecznej do wartości dopuszczalnej. I tak np. przy projektowaniu murów oporowych jest
{\displaystyle k={\frac {M_{n}}{M_{dop}}},}
gdzie:
{\displaystyle M_{n}} – wartość momentu niebezpiecznego, wywracającego mur,
{\displaystyle M_{dop},} – wartość momentu dopuszczalnego dla danego muru.
Podczas projektowania wprowadza się współczynnik bezpieczeństwa, ponieważ z reguły nie jest możliwe dokładne określenie wszystkich możliwych obciążeń konstrukcji, metody obliczeniowe cechuje pewien błąd, materiały nie są idealnie jednorodne, a ich parametry cechuje pewien rozrzut, mogą wystąpić niedokładności związane z technologią wykonania, a elementy ulegają zużyciu, korozji itp.
Współczynnik bezpieczeństwa jest to liczba większa od jedności mówiąca ile razy wielkość dopuszczalna jest mniejsza od wielkości uznawanej za niebezpieczną. Stosowany jest w odniesieniu do naprężeń obciążeń i stanowi przedmiot szeregu norm, szczególnie duże wartości osiąga w obliczeniach stateczności. Współczynnik bezpieczeństwa jest zmienny i wynosi od 1,5 do 3 dla materiałów elastycznych i od 8 do 12 dla materiałów kruchych, uwzględnia wartości technologiczne, warunki pracy i dopuszczalne błędy.
Warunki współczynników bezpieczeństwa:
- czynnik niedoskonałości ludzkiej,
- jakość wykonania,
- jednorodność materiału,
- naprężenia wstępne w czasie procesu technologicznego np. kucia, odlewu, spawania,
- niedoskonałość metod obliczeniowych,
- obciążenia przewidywane i przypadkowe,
- spiętrzenie naprężeń,
- wpływ czasu pracy – procesy korozji, ścierania, wietrzenia,
- zmęczenie materiału.

Współczynnik bezpieczeństwa dla obciążeń stałych dobiera się:
- dla stali konstrukcyjnej {\displaystyle x=2,0\div 2,3,}
- dla stali sprężynowej {\displaystyle x=1,6,}
- dla żeliwa {\displaystyle x=3,5.}

Aby określić współczynnik bezpieczeństwa należy ustalić następujące czynniki:
- kształt części i stan jej powierzchni,
- pewność odnośnie do materiału,
- poprawność przyjętego schematu obciążeń przy obliczeniach wytrzymałościowych,
- prawidłowość uwzględnienia rodzaju obciążenia (stale, zmienne),
- przewidywana jakość wykonania,
- stopień znaczenia części dla pewności działania maszyny.

Współczynnik bezpieczeństwa zależy od rodzaju zastosowanego materiału, przeznaczenia zastosowanego elementu, czasu pracy, warunków pracy, grubości materiału itd. Obliczeniowy współczynnik wytrzymałościowy złącza spawanego składa się z dwóch elementów {\displaystyle z=z_{1}\times z_{dop},} gdzie {\displaystyle z_{1}} zależy od rodzaju połączenia spawanego, a {\displaystyle z_{dop}} zależy od technologii wykonania spoiny. Współczynnik ten przyznawany jest poszczególnym zakładom przez Urząd Dozoru Technicznego.